# Estação Augusto Vasconcelos
Augusto Vasconcelos é a estação de Senador Vasconcelos do ramal de Santa Cruz da SuperVia, na Zona Oeste do Rio de Janeiro.

## História

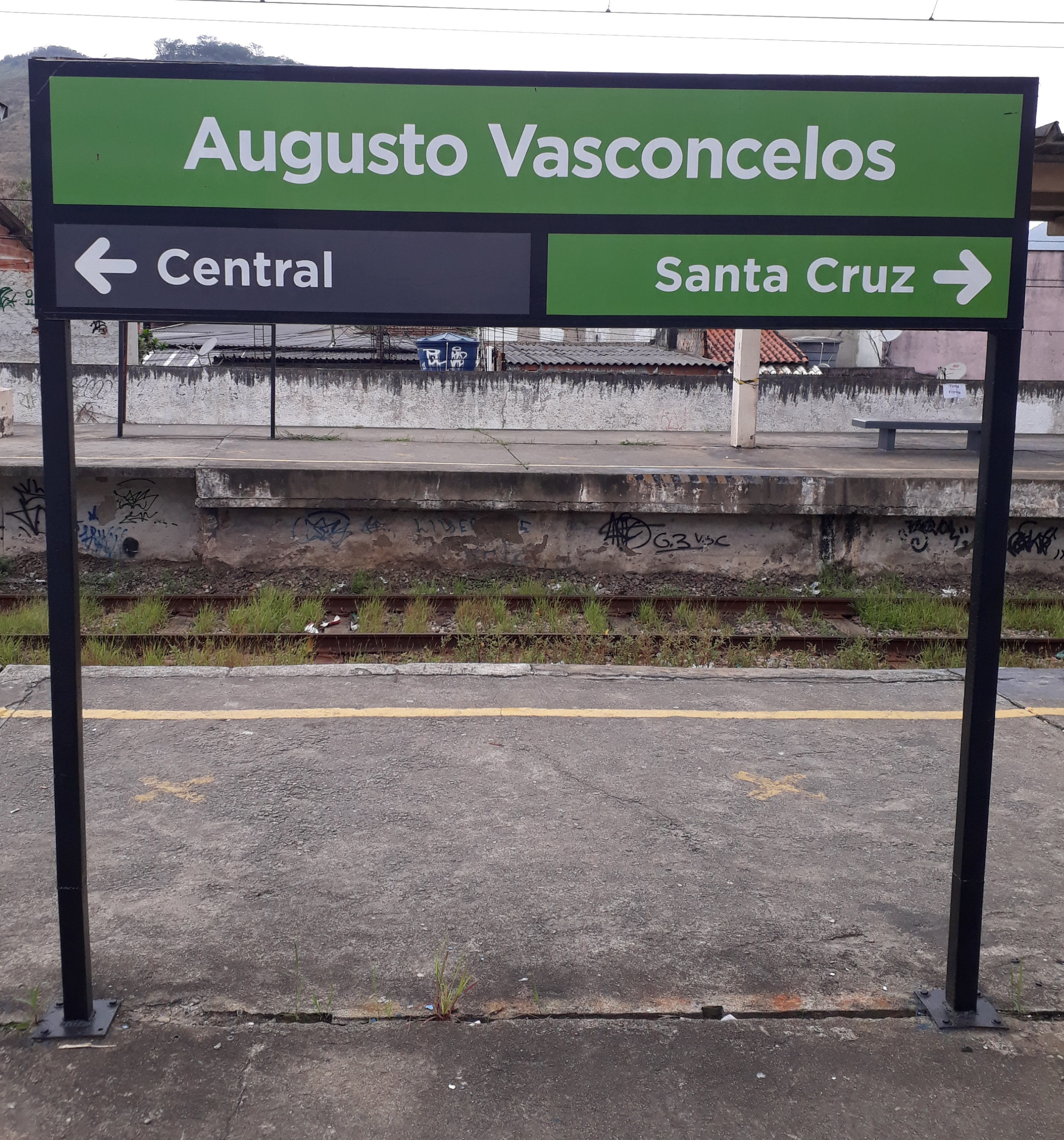
Placa Augusto Vasconcelos

Também chamada de Senador Vasconcellos, foi aberta em 1914. Seu nome alude a um antigo senador que fez carreira política no bairro de Campo Grande.
Atualmente é uma estação dos trens metropolitanos operada pela Supervia.
Em abril de 2024, uma mulher teve seu corpo incendiado na plataforma 2b, pelo seu ex-marido. Ela ficou em um estado grave.

## Plataformas
Plataforma 1A: Sentidos Santa Cruz e Campo Grande 

Plataforma 2B: Sentido Central do Brasil

## Fonte
- Max Vasconcellos: Vias Brasileiras de Comunicação, 1928;